# Shogo Nakatsuru
Shogo Nakatsuru (født 3. juni 1987) er en japansk tidligere professionel fodboldspiller.
Han har spillet for flere forskellige klubber i sin karriere, herunder V-Varen Nagasaki og Fujieda MYFC.